# Plebiscito para bajar la edad de imputabilidad en Uruguay

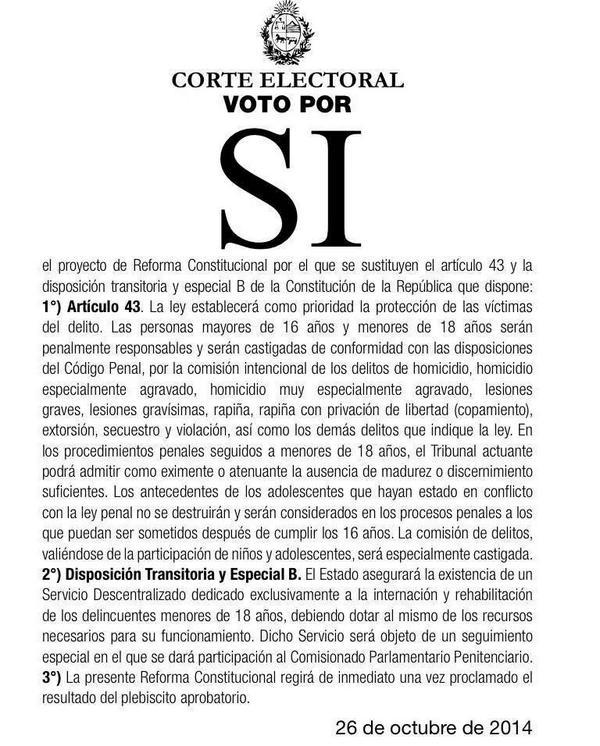
Papeleta por el Sí.

El plebiscito para bajar la edad de imputabilidad fue una consulta popular que tuvo lugar en Uruguay el 26 de octubre de 2014 y se votó junto con las elecciones presidenciales y parlamentarias. El plebiscito pretendía bajar la edad de imputabilidad penal de 18 a 16 años, pero no alcanzó los votos suficientes para ser aprobado.

## Historia
Durante la campaña electoral hacia las elecciones 2009, el tema de la seguridad ocupó un espacio importante en la agenda pública, con críticas desde los dos principales partidos de oposición Partido Nacional y Partido Colorado hacia el gobernante Frente Amplio respecto a su manejo del tema seguridad. Hacia la segunda mitad del año 2010 ya existían distintos proyectos de ley que se orientaban a modificar el marco legal que rige para los delitos cometidos por jóvenes entre 16 y 18 años, ya sea endureciendo las penas, juzgándolos como adultos o manteniendo sus antecedentes legales una vez que cumplían la mayoría de edad.
En 2011 el sector Vamos Uruguay del Partido Colorado lanzó una campaña de recolección de firmas para la baja de la edad de imputabilidad penal de 18 a 16 años, reforma parcial solo para los delitos más graves, la cual fue apoyada por el Herrerismo del Partido Nacional, cuyo máximo representante era el expresidente Luis Alberto Lacalle. El 17 de abril de ese año fueron entregadas a la corte electoral las firmas tendientes a habilitar un plebiscito junto a las elecciones nacionales siguientes, las cuales terminaron de ser verificadas el 6 de septiembre de 2011, superando las 250.000 (10% de los habilitados para votar) necesarias para convocarlo.

## Encuestas
| Encuesta | Fecha                                           | A favor | En contra | No sabe / no contesta |
| -------- | ----------------------------------------------- | ------- | --------- | --------------------- |
| Cifra    | Entre el 12 y 22 de septiembre de 2014          | 48%     | 40%       | 12%                   |
| Factum   | Julio de 2014                                   | 49%     | 44%       | 7%                    |
| Cifra    | Entre el 21 de abril y 2 de mayo de 2014        | 57%     | 33%       | 10%                   |
| Cifra    | Entre el 13 y 23 de marzo de 2014               | 58%     | 33%       | 9%                    |
| Cifra    | Entre el 27 de octubre y 4 de noviembre de 2012 | 64%     | 28%       | 8%                    |
| Cifra    | Entre el 4 y 13 de mayo de 2012                 | 54%     | 34%       | 12%                   |
| Cifra    | Entre el 20 y 27 de junio de 2011               | 65%     | 28%       | 7%                    |

## Resultados
| Elección                         | Votos     | %     |
| -------------------------------- | --------- | ----- |
| A favor                          | 1.110.283 | 46,81 |
| Total de votos                   | 2.372.117 | 100   |
| Padrón electoral / Participación | 2.620.235 | 90,53 |
| Fuente: Corte Electoral          |           |       |

### Resultados por departamento
| Departamento   | SI    |
| -------------- | ----- |
| Artigas        | 55,75 |
| Canelones      | 44,77 |
| Cerro Largo    | 46,96 |
| Colonia        | 49,59 |
| Durazno        | 50,29 |
| Flores         | 54,96 |
| Florida        | 52,04 |
| Lavalleja      | 57,65 |
| Maldonado      | 52,60 |
| Montevideo     | 43,32 |
| Paysandú       | 44,77 |
| Río Negro      | 48,96 |
| Rivera         | 59,46 |
| Rocha          | 51,45 |
| Salto          | 44,65 |
| San José       | 45,60 |
| Soriano        | 46,91 |
| Tacuarembó     | 51,11 |
| Treinta y tres | 52,08 |
| Total          | 46,81 |